# La Patria (partido político)
La Patria (en alemán: Die Heimat), conocido hasta 2023 como Partido Nacionaldemócrata de Alemania, o NPD (Nationaldemokratische Partei Deutschlands), es un partido político alemán de orientación cercana al neonazismo, neofascismo y la extrema derecha y se le ha descrito como "el mayor partido neonazi desde 1945". Carece de representación en el Parlamento Federal, aunque en el pasado ha contado con representación en varios parlamentos regionales de Alemania. Durante sus primeros años, el NPD experimentó una ola de popularidad, obteniendo representación en varios parlamentos estatales de Alemania Occidental, pero nunca durando más de una legislatura en los mismos. Esta ola de popularidad también le valió obtener su mejor resultado a nivel federal, un 4,3% en 1969. Tras la reunificación alemana, el NPD fue especialmente fuerte en los estados orientales, llegando a obtener representación parlamentaria en dos de ellos (Sajonia y Mecklemburgo-Pomerania Occidental).
Desde 2005 hasta 2009, integró la coalición electoral Deutschlandpakt, junto a la Deutsche Volksunion, partido con el que se fusionó en 2011.
En un congreso el 3 de junio de 2023, el NPD cambió su nombre a La Patria.

## Historia

### Inicios
Fue fundado el 28 de noviembre de 1964 en Hannover como sucesor oficial del Partido del Imperio Alemán (DRP), aunque también se integraron miembros de otros partidos de derecha como la Vaterländische Union (VU, que en 1966 se integró oficialmente al partido), el Gesamtdeutsche Partei (GDP) y el Deutsche Partei (DP), entre otros. El NPD también atrajo miembros del ala nacional-liberal del FDP.
El mismo día de la fundación del NPD, los cuatro diputados del DP en el Bürgerschaft de Bremen (único parlamento regional donde el DP contaba con representación) abandonaron el partido y se unieron al NPD, otorgándole a la nueva formación su primera representación parlamentaria. Uno de estos diputados, Friedrich Thielen, se convirtió en el primer presidente del NPD. Los cuatro diputados habían participado en el congreso fundacional.
La primera participación electoral del NPD tuvo lugar en las elecciones federales de 1965, comicios en los que obtuvo el 2.0% de los votos y ningún escaño en el Bundestag.

### Ola de popularidad (1966-1969)
Desde 1966 hasta 1968 el NPD obtuvo representación parlamentaria en siete parlamentos regionales (Landtag): Baviera (7.4% y 15 escaños), Baden-Württemberg (9.8% y 12 escaños), Baja Sajonia (7.0% y 10 escaños), Bremen (8.8% y 8 escaños), Hesse (7.9% y 8 escaños), Renania-Palatinado (6.9% y 4 escaños) y Schleswig-Holstein (5.8% y 4 escaños). En Hamburgo obtuvo el 3.9%, porcentaje insuficiente para obtener representación parlamentaria, mientras que en el Sarre, Renania del Norte-Westfalia y Berlín Occidente el partido no se presentó a las elecciones. En las elecciones federales de 1969, el partido obtuvo un 4.3% de los votos, su mejor resultado histórico en elecciones federales. En estas elecciones federales su candidato fue su entonces presidente Adolf von Thadden. Para la elección presidencial de 1969 envió 22 representantes a la Asamblea Federal y apoyó al candidato de la CDU/CSU Gerhard Schröder, quién sería derrotado por Gustav Heinemann.
La ola de popularidad del NPD durante sus primeros años de existencia puede explicarse a partir de la recesión económica, la frustración con la emergente juventud contracultural de izquierda y el gobierno de coalición entre la centroderechista CDU/CSU, y el centroizquierdista Partido Socialdemócrata (SPD) bajo el canciller Ludwig Erhard, el cual provocó desconfianza y descontento de varios votantes derechistas y de la sociedad alemana en general. El gobierno de coalición había creado un vacío en la tradicional derecha política alemana, que el NPD trató de llenar. En aquella época, más del 50% del electorado del NPD se componía de trabajadores. El historiador Walter Laqueur ha argumentado que el NPD en la década de 1960 no puede ser clasificado como un partido neonazi.

### Años 70, 80 y 90: Primera decadencia
Sin embargo, cuando la gran coalición se vino abajo, alrededor del 75% del electorado del NPD se desvió de nuevo a la centroderecha. Durante la década de 1970, el NPD entró en declive, convirtiéndose en un partido minoritario, y perdiendo toda la representación parlamentaria regional que había obtenido previamente. Su última representación parlamentaria, en Baden-Wurtemberg, la perdió en 1972.
Durante los años 1970, 80 y 90, los resultados electorales del NPD, tanto a nivel federal como estatal fueron considerablemente bajos (por lo general no superaron el 1% de los votos). La cuestión de la inmigración estimuló un pequeño repunte en el interés popular por el NPD desde mediados de la década de 1980 hasta principios de los 90, pero el partido sólo tuvo éxito limitado en varias elecciones locales. Con la integración de la ex RDA en 1990, la nueva República Federal incorporó un gran número de personas descontentas tanto con el comunismo, representado por el Partido del Socialismo Democrático (PDS), como con el liberalismo representado por la CDU (Unión Demócrata Cristiana), saliendo de esta última varios militantes y simpatizantes hacia Die Republikaner (REP) y posteriormente al NPD. Sin embargo, a pesar de esto, el partido continuó obteniendo bajos resultados, siendo estos algo más altos en los nuevos estados. En aquel tiempo, el NPD comenzó a ser presidido por Udo Voigt, un exmilitar federal de tendencia moderada dentro del NPD y del nacionalismo alemán en general. El liderazgo de Voigt marcó el repunte interior del NPD.

### Años 2000 - Repunte electoral del NPD

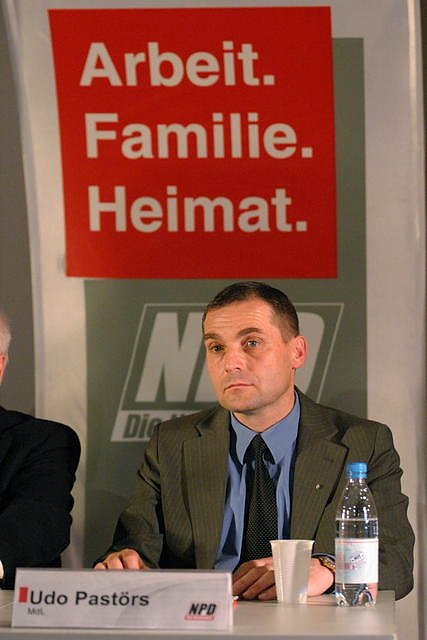
Udo Pastörs, con un eslogan del NPD al fondo: "Trabajo, Familia, Patria".

A partir de la década del 2000, Voigt logró acuerdos con otros líderes del sector, como Franz Schönhuber, el fundador de los REPs, hoy muerto, y sobre todo con Gerhard Frey, el dirigente de la Deutsche Volksunion (DVU). 
En 2005, el NPD y la DVU establecieron un acuerdo electoral llamado Deutschlandpakt. Como parte de esta política, si en una elección el NPD presentaba candidatos, la DVU no lo hacía, y viceversa. A partir de entonces el partido mejoró notablemente sus resultados electorales.
Este pacto, cuando aún no se constituía de forma oficial, llevó al NPD a obtener representación en el Parlamento Regional Sajón tras celebrarse las elecciones estatales de Sajonia de 2004. En esta elección el NPD obtuvo más del 9% de los votos, superando incluso al FDP y a Los Verdes. Para estas elecciones, los REPs decidieron no participar expresamente para ayudar al NPD, a pesar de posteriormente negarse a unirse al Deutschlandpakt.
También obtuvo representación en el Parlamento Regional de Mecklemburgo-Pomerania Occidental con más del 7%, en las elecciones estatales de 2006. En todos los demás estados también aumentó su votación durante esos años pero continuó obteniendo bajos resultados (por lo general superiores al 1% y al 2%, pero que en algunos casos alcanzaron un 3% o un 4% o por otro lado fueron poco menos inferiores al 1%), sin ingresar a ningún otro parlamento regional.
En las elecciones federales de 2005 recibieron el 1,6% de los votos (su mejor resultado desde 1969), obteniendo resultados relativamente altos en ciertos estados, como en Sajonia (4,9%), Turingia (3,7%), Mecklemburgo-Pomerania Occidental (3,5%) y Brandeburgo (3,2%).
En las elecciones federales de 2009 obtuvieron el 1,5% 
El Deutschlandpakt  se rompió en 2009, pero a pesar de esto el NPD consiguió mantener su representación en Sajonia (5.6% en las elecciones de 2009) y en Mecklemburgo-Pomerania Occidental (6.0% en las elecciones de 2011).
En 2010, el NPD inició negociaciones de fusión con la DVU, las cuales se concretaron el 1 de enero de 2011, cuando la DVU se fusionó oficialmente con el NPD.
En las elecciones federales de 2013, el partido obtuvo el 1,3%. En las Elecciones al Parlamento Europeo de 2014, el NPD obtuvo el 1.0% y logró obtener un eurodiputado, su expresidente Udo Voigt.
Ese mismo año, el NPD perdió su representación en Sajonia tras obtener el 4,9% en las elecciones estatales de 2014.

### Años 2010 - presente: Segunda decadencia y cambio de nombre
Los resultados electorales del NPD en 2015 fueron bajos: un 0.3% en Hamburgo y un 0.2% en Bremen, siendo los peores desde que el NPD inició su repunte.
En 2016, en las elecciones estatales de Baden-Württemberg, Renania-Palatinado y Sajonia-Anhalt, obtuvo un 0.4%, un 0.5% y un 1.9%, respectivamente. Ese mismo año obtuvo un 3,0% en Mecklemburgo-Pomerania Occidental, perdiendo así la última representación parlamentaria que conservaban en un parlamento regional. En las elecciones de Berlín obtuvo un 0.6%. La debacle continuó en las elecciones estatales de 2017 y en las elecciones federales de ese año obtuvo un 0,4%, su peor resultado en años.
En las elecciones al Parlamento Europeo de 2019 el NPD obtuvo un 0,3%, tras lo cual perdió su escaño en el Parlamento Europeo.
En noviembre de 2020, el diputado de la Cámara de Diputados de Berlín Kay Nerstheimer se unió al NPD luego de ser expulsado de Alternativa para Alemania, confiriéndole así al partido nuevamente una representación en un parlamento estatal.
En las elecciones federales de 2021, el NPD obtuvo el 0,1%, el peor resultado de su historia.
En un congreso del partido celebrado el 3 de junio de 2023 en Riesa, el 77% de los delegados asistentes aprobó cambiar el nombre del partido a La Patria. Sin embargo, un capítulo estatal en Hamburgo desconoció dicha decisión, y formarían un nuevo partido con el nombre original.

## Conflictos internos

### Intentos de ilegalización
Un intento del ministro del interior, Otto Schily, de prohibir la NPD en 2003 no logró tener éxito al descubrirse, en el transcurso del proceso de ilegalización, que al menos un tercio de los dirigentes nacionales del partido eran agentes infiltrados del Ministerio del Interior alemán, en lo que supuso un cierto escándalo político que invalidó las posibilidades de ilegalización, ya que se descubrió que eran precisamente esos líderes los que fomentaban algunos actos violentos que pudieran ser achacables al NPD [cita requerida]. En 2012, el Bundesrat presentó una demanda ante el Tribunal Constitucional Federal para prohibir el NPD, iniciándose un nuevo intento de ilegalización al año siguiente. El gobierno federal se mantuvo al margen del proceso. En enero de 2017, el Tribunal dictaminó que el NPD nuevamente no sería prohibido, argumentando que si bien el partido perseguía "objetivos anticonstitucionales", estaba lejos de poder cumplir estos objetivos debido a su progresiva pérdida de importancia en el ámbito político alemán.

### Financiación
Un problema constante de La Patria es la falta de financiación. Después de lograr representación parlamentaria, el partido esperaba solucionar este problema a través de la financiación pública de partidos. Sin embargo, después de conocerse reiteradas falsificaciones en los informes financieros del partido de los últimos años, la Administración Parlamentaria alemana le exige la devolución de toda la financiación pública desde 1997, en total unos 870.000 €. A consecuencia de ello, La Patria ha tenido que despedir a diez de los doce colaboradores de su oficina federal y se hipotecó gran parte de su propiedad inmobiliaria.

## Estructura y orientación

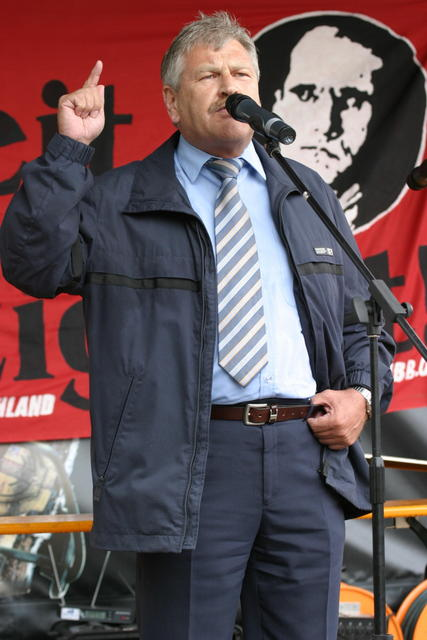
Udo Voigt, presidente del NPD entre 1996 y 2011, y eurodiputado del partido desde 2014 hasta 2019.

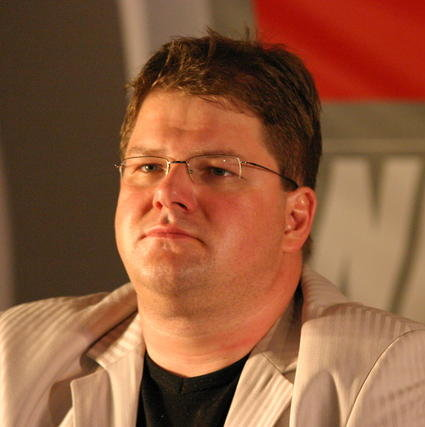
Holger Apfel, presidente del NPD entre 2011 y 2013.

La Patria es una organización neonazi. El presidente federal del partido desde 2024 es Peter Schreiber; otros funcionarios importantes son el expresidente del grupo parlamentario del partido en el parlamento del estado de Sajonia, Holger Apfel (actualmente retirado de la vida política) y Peter Marx, que es portavoz del partido en Renania-Palatinado y la persona más importante que formula la estrategia política y económica para los partidos en los parlamentos, de 2004 hasta 2006 en Sajonia y después en Mecklemburgo-Pomerania Occidental.
Tradicionalmente, La Patria se caracterizó por la radicalidad de su discurso ideológico y por la falta de organización cuando estaba representado en un parlamento regional. En los últimos años, sin embargo, se observó la tendencia de La Patria de tratar de crear cierta estabilidad en su trabajo parlamentario en Mecklemburgo-Pomerania Occidental y Sajonia, pretendiendo parecer una alternativa electoral seria que se preocupa de los problemas de las «personas de la calle» para abrirse a un mayor número de votantes posibles. Sin embargo, el programa político y la ideología de la mayoría de los militantes del partido siguen siendo de extrema derecha. Todos los demás partidos alemanes mayoritarios (socialdemocrátas, democristianos, socialcristianos, verdes, liberales y poscomunistas) o regional excluyen cualquier pacto o cooperación con el La Patria.
En la actualidad, La Patria tiene alrededor de 5200 miembros. En 2004 contaba con 5300,  en 2006 con más de 7200 y en 2008 con 7000.

## Organizaciones asociadas
La juventud del partido es la JN (Junge Nationalisten — Jóvenes Naciionalistas), la cual cuenta con alrededor de 380 miembros a nivel federal, según cifras oficiales de la Oficina Federal para la Protección de la Constitución. Su presidente federal es Sebastian Richter y su sede central se encuentra en Sajonia. La Patria también dispone de una organización femenina, las Ring Nationaler Frauen (RNF), presidida por Ricarda Riefling. Además, La Patria mantiene estrechos vínculos con la organización neonazi Freie Kameradschaften, en la que militan algunos miembros del NPD.

## Presidentes de La Patria
- Friedrich Thielen 1964–1967
- Adolf von Thadden 1967–1971
- Martin Mussgnug 1971–1990
- Günter Deckert 1991–1996
- Udo Voigt 1996–2011
- Holger Apfel 2011–2013
- Udo Pastörs 2014
- Frank Franz 2014-2024[36]
- Peter Schreiber 2024-presente[37]

## Resultados electorales

### Elecciones federales
| Año  | # de votos directos | % de votos directos | +/– | # de votos de lista | % de votos de lista | +/– | # de escaños |
| ---- | ------------------- | ------------------- | --- | ------------------- | ------------------- | --- | ------------ |
| 1965 | 587 216 (#4)        | 1,8                 | 1,8 | 664 193 (#4)        | 2,0                 | 2,0 | 0/518        |
| 1969 | 1 189 375 (#4)      | 3,6                 | 1,8 | 1 422 010 (#4)      | 4,3                 | 2,3 | 0/518        |
| 1972 | 194 389 (#4)        | 0,5                 | 3,1 | 207 465 (#4)        | 0,6                 | 3,7 | 0/518        |
| 1976 | 136 023 (#5)        | 0,4                 | 0,1 | 122 661 (#4)        | 0,3                 | 0,3 | 0/518        |
| 1980 |                     |                     |     | 68 096 (#6)         | 0,2                 | 0,1 | 0/497        |
| 1983 | 57 112 (#6)         | 0,1                 | 0,3 | 91 095 (#5)         | 0,2                 | 0   | 0/498        |
| 1987 | 182 880 (#5)        | 0,5                 | 0,4 | 227 054 (#5)        | 0,6                 | 0,4 | 0/497        |
| 1990 | 190 105 (#10)       | 0,4                 | 0,1 | 145 776 (#10)       | 0,3                 | 0,3 | 0/662        |
| 1998 | 45 043 (#11)        | 0,1                 | 0,3 | 126 571 (#11)       | 0,3                 | 0   | 0/669        |
| 2002 | 103 209 (#7)        | 0,1                 | 0,1 | 215 232 (#8)        | 0,4                 | 0,1 | 0/603        |
| 2005 | 857 777 (#6)        | 1,8                 | 1,6 | 748 568 (#6)        | 1,6                 | 1,2 | 0/614        |
| 2009 | 768 442 (#6)        | 1,8                 | 0   | 635 525 (#7)        | 1,5                 | 0,1 | 0/620        |
| 2013 | 634 842 (#8)        | 1,5                 | 0,3 | 560 660 (#8)        | 1,3                 | 0,2 | 0/631        |
| 2017 | 45 169 (#12)        | 0,1                 | 1,4 | 176 020 (#10)       | 0,4                 | 0,9 | 0/709        |
| 2021 | 1 090 (#33)         | 0,0                 | 0,1 | 64 574 (#15)        | 0,1                 | 0,3 | 0/736        |

- Nota: no participó en las elecciones federales de 1994.

### Elecciones al Parlamento Europeo
| Año  | # de votos | % de votos | # de escaños obtenidos | +/– |
| ---- | ---------- | ---------- | ---------------------- | --- |
| 1984 | 198.633    | 0.8        | 0/81                   |     |
| 1994 | 77.227     | 0.2        | 0/99                   | 0   |
| 1999 | 107.662    | 0.4        | 0/99                   | 0   |
| 2004 | 241.678    | 0.9        | 0/99                   | 0   |
| 2014 | 300.815    | 1.0        | 1/96                   | 1   |
| 2019 | 101.323    | 0.3        | 0/96                   | 1   |

- Nota: no participó en las elecciones europeas de 1979, 1989 y 2009.